# Estadio Örjans Vall
El Örjans Vall, es un estadio multipropósito, pero principalmente dedicado a la práctica del fútbol, situado en la ciudad de Halmstad, capital de la provincia de Halland en Suecia. Sirve de sede habitual al Halmstads BK y al IS Halmia.

## Partidos de laCopa Mundial de Fútbol de 1958

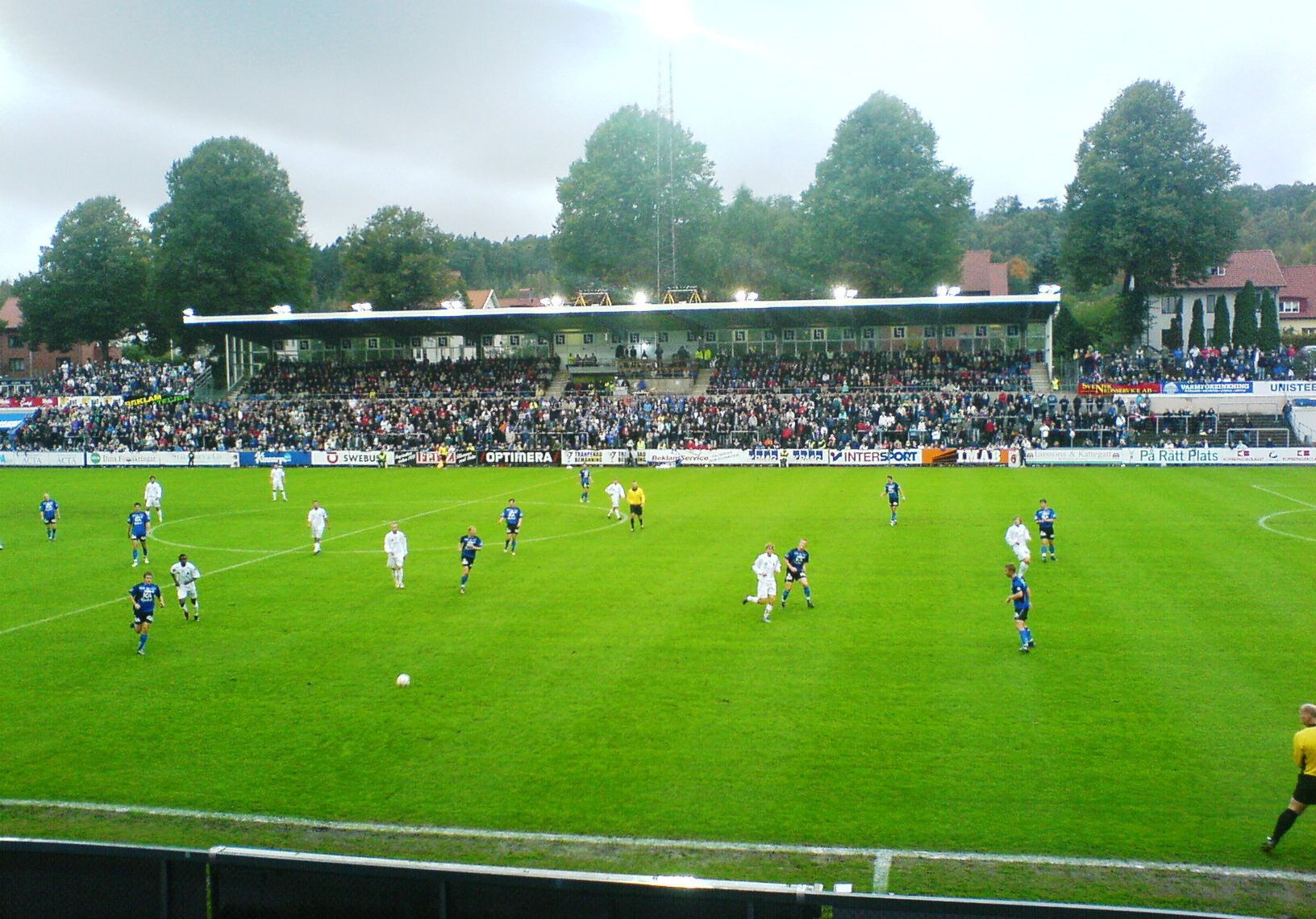
Örjans Vall

| Fecha       | Fase         | Equipo            |                              | Resultado |                              | Equipo            | Espectadores   |
| ----------- | ------------ | ----------------- | ---------------------------- | --------- | ---------------------------- | ----------------- | -------------- |
| 8 de junio  | Primera fase | Irlanda del Norte | Bandera de Irlanda del Norte | 1 - 0     | Bandera de Checoslovaquia    | Checoslovaquia    | 10 647 Reporte |
| 11 de junio | Primera fase | Argentina         | Bandera de Argentina         | 3 - 1     | Bandera de Irlanda del Norte | Irlanda del Norte | 14 174 Reporte |

- Datos: Q297924
- Multimedia: Örjans vall / Q297924